# La musica dei ciechi
La musica dei ciechi è un dramma teatrale, in forma di atto unico, scritto da Raffaele Viviani e rappresentato per la prima volta nel 1928 a Roma.

## Trama
Alcuni ciechi sbarcano il lunario a Napoli chiedendo l'obolo ai passanti, che essi rallegrano con la loro orchestrina; a dirigere è Don Alfonso, l'unico che vede da un occhio. Un malvagio venditore di ostriche si diverte a spargere zizzania tra loro, facendo credere a Ferdinando, il contrabbassista , che la moglie Nannina ha una relazione extraconiugale con Don Alfonso. Nannina, che ha amato Ferdinando fin dal loro primo incontro, avvenuto casualmente, gli ha sempre tenuto nascosto la verità sul proprio sgradevole aspetto fisico, nel timore di essere respinta; ma essendo ora accusata di infedeltà, decide di rivelare il doloroso segreto per provare l'innocenza.